# Уиндус, Уильям Линдси
Уильям Линдси Виндус (англ. William Lindsay Windus; 1822—1907) — английский художник, входивший в группу ливерпульских художников, на которых оказал влияние стиль прерафаэлитов.

## Биография
Родился в Ливерпуле, сначала обучался искусству у Уильяма Дэниэлса (1813—1880), затем продолжил обучение в Ливерпульской академии. Его первая картина под названием «Чёрный мальчик» была выполнена маслом на холсте в 1844 году. Начиная с 1850 года после визита в Лондон он стал использовать стиль прерафаэлитов в своих работах. Он продемонстрировал свой новый стиль живописи с работой «Берд Хелен» в Королевской академии в Лондоне в 1856 году. Картина привлекла внимание Данте Габриэля Россетти и Джона Рёскина, которые помогли Виндусу стать уважаемым художником.

## Галерея

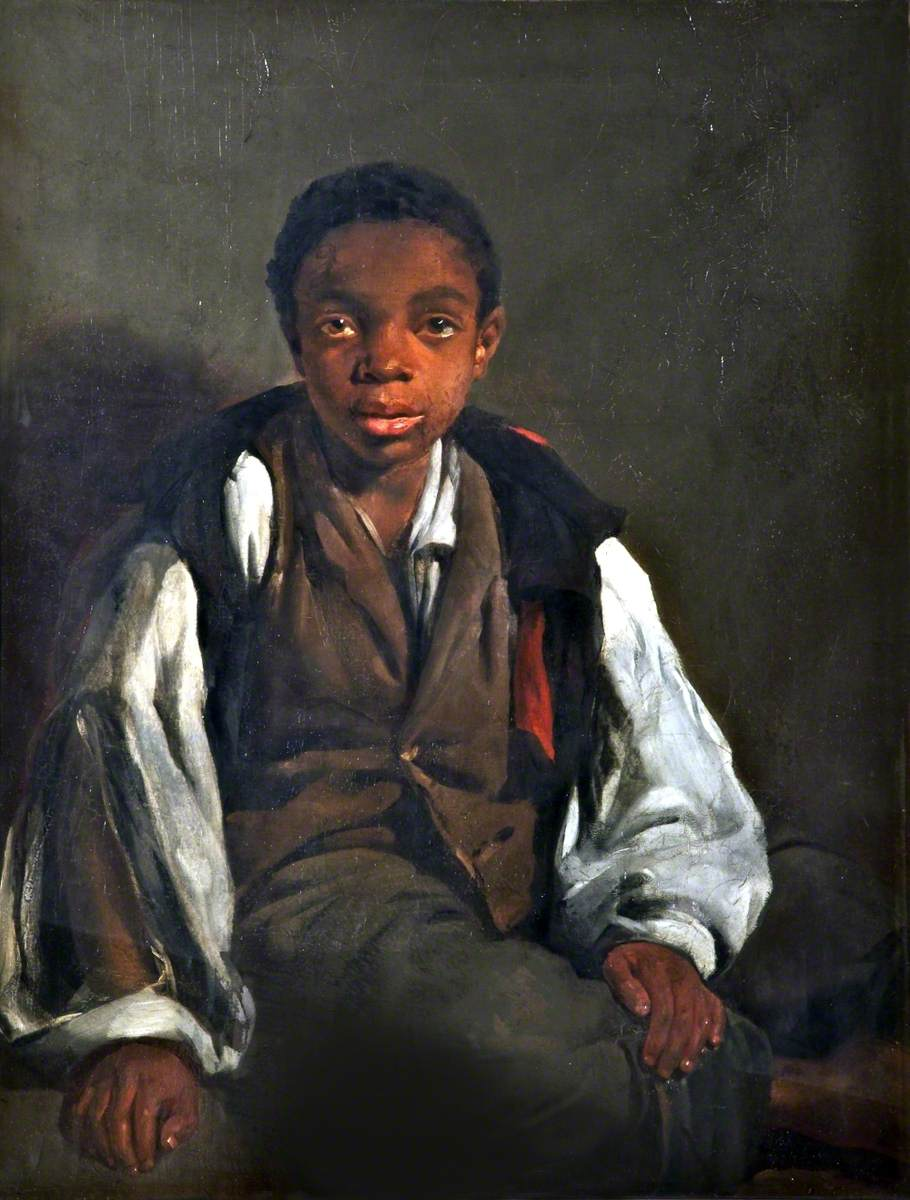
"Чёрный мальчик", 1844
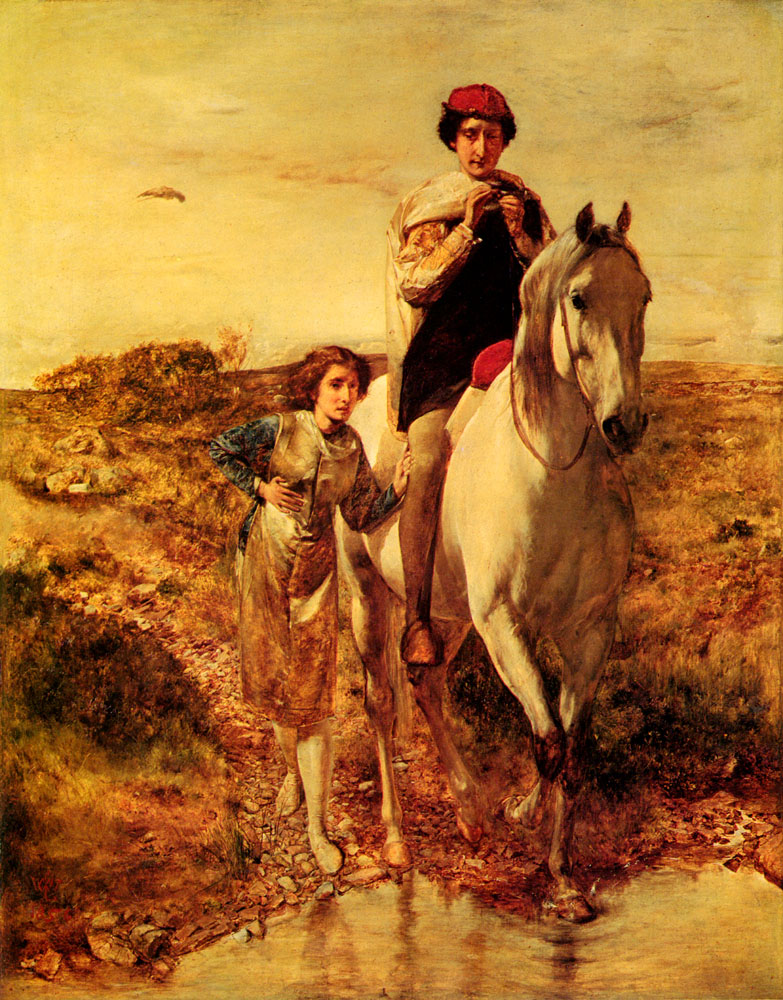
"Берт Хелен", 1856
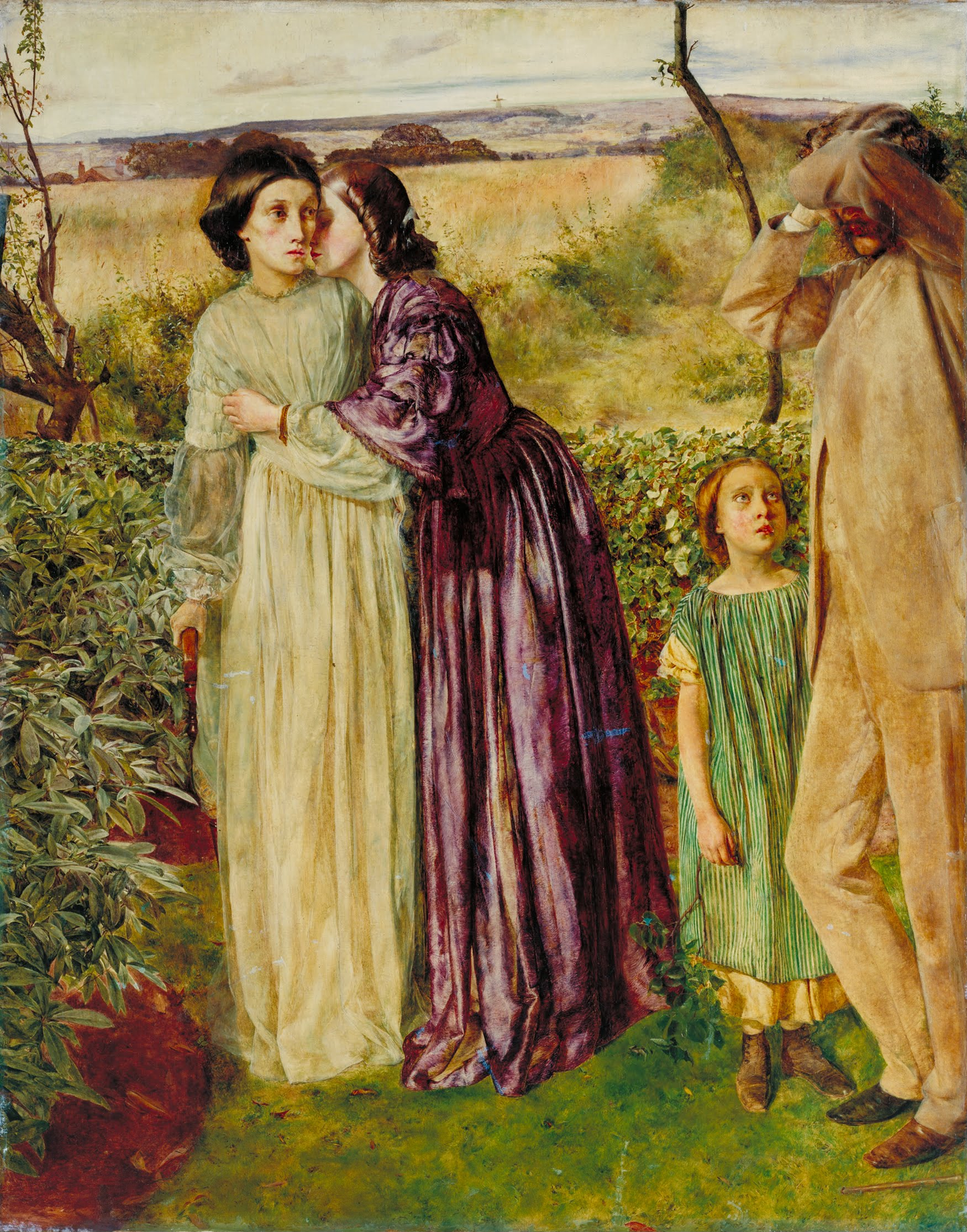
"Слишком поздно", 1858